# Camp de Septfonds
Le  Camp de Septfonds, appelé Camp de Judes, est un camp français pour réfugiés, internés ou prisonniers, ouvert en février 1939 et fermé en juillet 1946, situé dans la commune de Septfonds (Tarn-et-Garonne), à environ 5 km au nord-est de Caussade.

## Historique

### Centre d'hébergement de réfugiés espagnols (février 1939-avril 1940)

#### 25 février 1939
Le gouvernement Daladier, pressé de décongestionner les camps de réfugiés espagnols des Pyrénées-Orientales, choisit le Tarn-et-Garonne pour implanter l’un des cinq nouveaux camps destinés à l’hébergement de 15 000 personnes.

#### 27 février 1939
Les autorités civiles et militaires du département arrêtent le choix définitif d’un vaste terrain situé à Lalande et à Judes, commune de Septfonds, à un kilomètre du village.
Soucieuses de rassurer les populations locales les autorités affectent plus d’un millier de gardes-mobiles, de fantassins, de dragons et de tirailleurs sénégalais à la surveillance du camp, et abandonnent le projet initial d’arrivée d’Espagnols en gare de Caussade, qui impliquait la traversée de la ville entière et du village de Septfonds. La petite gare de Borredon, d’où le trajet peut s’effectuer en rase campagne est finalement retenue.

#### 5-12 mars 1939
2 500 « miliciens espagnols » sont déversés quotidiennement sur le quai de la gare de Borredon, puis conduits sur le site de Septfonds encore en cours d’aménagement. Les autorités militaires décident alors l’ouverture d’un camp provisoire à Lalande, où les Espagnols sont hébergés avant d’être envoyés au camp définitif de Judes au fur et à mesure de l’achèvement des baraques. Ce camp est alors appelé "camp de concentration" par les autorités de l'époque.

#### 20 mars 1939
Le transfert des Républicains espagnols au camp de Judes est achevé. 16 000 Espagnols sont désormais internés à Septfonds.

#### Mars 1939 – février1940
Le grand ennemi à vaincre derrière les barbelés est l’ennui, mais les réfugiés s’organisent : une troupe de théâtre est montée par un acteur professionnel, un orchestre amateur, un atelier de peinture mis en place. La vie politique se réorganise elle aussi : des cellules et des comités regroupant les militants du Parti communiste espagnol sont créés.
Des groupes de travailleurs sont aussi rassemblés par l’armée qui les utilise pour l’entretien du camp et pour exécuter des travaux de terrassement sur le camp militaire de Caylus.
Conscient de l’énorme réservoir de main d’œuvre que représentent les réfugiés, le gouvernement offre la possibilité aux internés de quitter le camp en signant un contrat de travail. Des centaines d’Espagnols sont ainsi embauchés comme ouvriers agricoles dans tout le département. D’autres, sélectionnés pour leurs qualifications, sont transférés dans des camps spéciaux et recrutés dans l’industrie.

#### Février – avril 1940
La population espagnole est progressivement évacuée du camp. Selon leurs aptitudes professionnelles, leur santé et leur comportement, les réfugiés sont versés dans les autres camps du sud-ouest.
Le 15 février, 4 compagnies de travailleurs étrangers sont également constituées. Seules les 220e et 221e compagnies, affectées à l’entretien du camp, sont maintenues à Septfonds. Le 15 avril 1940, seuls quelques espagnols, malades sont encore comptabilisés dans les effectifs de l'hôpital.

### Centre de démobilisation de militaires et camp de travailleurs étrangers (mars-décembre 1940)

#### 15 mars 1940
Le camp de Septfonds devient Centre de démobilisation pour les étrangers désireux de s’engager dans les « régiments de marche de volontaires étrangers ». Une partie du camp est mise à la disposition de l’armée polonaise en France, qui y instruisit environ 800 hommes relevant de l’armée de l’air (ensuite transférés à Lyon-Bron).
À la suite de la signature de l’armistice franco-allemand, les autorités militaires utilisent le camp de Septfonds comme centre de démobilisation pour les engagés volontaires étrangers, les soldats exclus de l'armée et/ou partisans révolutionnaires.

#### Octobre 1940
Le Ministre de la Production Industrielle et du Travail (P.I.T.) du Gouvernement de Vichy stationne au camp de Septfonds deux groupements de travailleurs étrangers (G.T.E.). à partir de l'automne : Le groupement n°533, constitué principalement d'Espagnols, qui plus tard est transféré à Réalville, et le 302e groupement composé en majorité de Juifs d’Europe centrale.

### Centre de triage et d’internement des étrangers et camp de travailleurs étrangers. (Janvier 1941 – Juillet1942)

#### 2 janvier 1941
Le préfet de Tarn-et-Garonne propose la création d’un camp de triage et d’hébergement, relevant du Ministère de l’Intérieur, sur la parcelle cédée par le Ministère de la Guerre. Cet enclos, contenant six baraquements et isolé par une clôture barbelée, est désormais destiné aux « étrangers en surnombre dans l’économie départementale ».
Le gouvernement de Vichy crée « un centre spécial destiné aux officiers des armées ex-alliées ayant tenté de quitter la France clandestinement » : des militaires belges et polonais, arrêtés et jugés, sont retenus à Septfonds, d’avril à juillet 1941.

#### 28 mai 1941
Décision officielle par les autorités de Vichy de fermeture du camp de triage : les internés sont pour partie transférés dans les camps des Pyrénées-Orientales et de Haute-Garonne. Il est cependant maintenu par le préfet dans sa fonction d'internement des étrangers avec la mise en place d'un « îlot de sûreté pour les étrangers suspects » du département.

#### avril 1941 – juin 1942
Le camp, initialement prévu pour 2500 internés, accueille rarement plus d'une centaine « d'hébérgés ». Le 15 mars 1942, en raison des multiples conflits et en vue de « l’incorporation prochaine d’Israélites en nombre important » dans le 302e G.T.E., Vichy transfère le camp de triage dans une zone isolée au sud de l’enceinte de Judes, pour finalement acter sa fermeture le 1er juillet.
De son ouverture en avril 1941 à sa fermeture, 684 personnes sont internées par les services du ministère de l'intérieur. Plus de la moitié d'entre eux sont de nationalité espagnole, les autres provenant en majorité des pays d'Europe centrale. A leur arrivée, les internés sont fouillés, interrogés par les services du commissariat spécial du camp, puis effectuent une visite médicale déterminant leur capacité d'incorporation dans des groupes de Travailleurs étrangers. Ils restent ensuite enfermés dans le camp jusqu'à ce qu'une décision soit prise par l'administration, qui peut survenir au bout de quelques jours à quelques mois.

### Centre de rassemblement pour individus dangereux (juillet-septembre 1942)

#### Juillet 1942
En application du plan gouvernemental de maintien de l’ordre, un « centre de rassemblement pour individus dangereux » est créé en lieu et place du camp de triage.

#### 24 août 1942
Quatre-vingt-quatre internés juifs appartenant à la 302e Compagnie de Travailleurs Étrangers sont conduits en gare de Caussade, parqués dans un même wagon, à destination d’Auschwitz via Drancy.

#### 26 août 1942
Deux cent onze juifs étrangers (hommes, femmes, enfants) raflés par la police et la gendarmerie françaises en Tarn-et-Garonne et pour trente-neuf d’entre eux dans le Lot, sont conduits par camion au Centre de Rassemblement de Septfonds.

#### Nuit du 2 au 3 septembre 1942
Les 211 internés sont acheminés en gare de Caussade et intégrés à un important convoi régional qui rejoint Drancy le 4 septembre, pour arriver a Auschwitz cinq jours plus tard.
Au total, 295 personnes sont déportées depuis le camp de Septfonds vers l’enfer concentrationnaire nazi.

### Camp de travailleurs étrangers (juillet 1942 - août 1944)
Présent dès octobre 1940 dans une partie du camp réservée aux services du ministère de la Production Industrielle et du Travail, le 302e Groupe de Travailleurs Étrangers subsiste jusqu’à la Libération. En mars 1943, il ne compte plus que 70 Israélites à la suite d’un « prélèvement » effectué par les autorités allemandes. Les internés, soumis à une discipline militaire sont employés à des travaux de terrassement, de culture et d’entretien du « Centre de séjour surveillé » de Septfonds. 
À partir de septembre 1943, il est aussi utilisé comme « Centre d'Accueil » pour femmes étrangères « sans ressource et sans emploi ».

### Camp d'internement des Collaborateurs (septembre 1944 - juin 1945)
Après la libération du Tarn-et-Garonne en août 1944, le camp de Septfonds est utilisé par le gouvernement de la république rétablie, pour la détention de 500 hommes et femmes accusés de collaboration avec l'ennemi et d'activités anti-nationales, sous la surveillance des services du ministère de l'Intérieur. Le camp d'internement est fermé en mai 1945. Les documents administratifs sont incinérés le 10 juillet 1945.

### Centre pénitentiaire (juillet 1945 - juillet 1946)
Le camp de Septfonds est utilisé à partir de juillet 1945 comme centre de détention par le ministère de la Justice, probablement du fait de la saturation des établissements pénitentiaires de la région. Sa fermeture définitive est actée au 1er juillet 1946.

## Controverse
En décembre 2018, le préfet du Tarn-et-Garonne Pierre Besnard autorise un projet d’extension d’une porcherie (6 500 porcs charcutiers annuels) à l’entrée du camp de Judes. Dès l’accord de la municipalité de Septfonds en 2017, une mobilisation s’organise pour lutter contre ce projet qui, outre ne pas respecter le bien-être animal, constitue une atteinte à la dignité des lieux. Marie Piqué, élue du Lot et conseillère régionale, fille de républicains espagnols, explique : « Aucun intérêt privé quelle que soit sa nature ne doit effacer notre histoire ! » Tandis que des habitants de Septfonds font signer une pétition contre ce projet, ils reçoivent des menaces directes du président départemental de la FNSEA et président de la chambre d’agriculture du Tarn-et-Garonne, Jean-Paul Rivière.